# Moravské Budějovice
Moravské Budějovice (německy Mährisch Budwitz; česky do roku 1869 Budějovice) jsou město na jihozápadě Moravy v okrese Třebíč v kraji Vysočina, 19 km jižně od Třebíče, na dopravní spojnici mezi Jihlavou a Znojmem na potoce Rokytka. Střední nadmořská výška města je 465 m n. m. Jsou také obcí s rozšířenou působností. Ve městě žije přibližně 7 100 obyvatel. Sousedními obcemi sídla jsou Zvěrkovice, Blížkovice, Rácovice, Domamil, Dědice, Komárovice, Častohostice, Litohoř, Nové Syrovice, Blatnice a Lukov.

## Geografie
Na východním okraji území města se nachází nouzová přistávací plocha pro letadla. 
Většina území města je využívána zemědělsky, zalesněná je jen část na jihozápadním okraji území města u rybníků Hrachovec a Nový Hrachovec. Další izolovaný les je na severovýchodním okraji území města. Na západním a severním okraji zastavěného území města se nachází průmyslové areály. Drobnější průmyslové areály se nachází i na okrajích částí města.
Několik km západně od území města pramení řeka Jevišovka, ta pak teče východně, tvoří část jižní hranice území obce a protéká rybníky Hrachovec a Nový Hrachovec, postupně sbírá další nepojmenované potoky, mimo jiné jeden, který protéká přes rybník U Fialovy hájenky, pak protéká jižně od zastavěného území části Jackov a přes Jackovský rybník a pak teče dál východně mimo území obce a po cca 40 km ústí u Jevišovky do Dyje. Západně od zastavěného území části Vranín pramení Vranínský potok, teče východně přes nepojmenovaný rybník, dále teče východně a přes rybníky Šingrot a Nový u háje se vlévá do řeky Rokytky. Rokytka protéká přes rybník Nový u háje, dále teče severně přes zastavěné území města a pokračuje severně, kde po asi 5 km ústí v Jaroměřicích nad Rokytnou do Rokytné. Na východním okraji území města pramení v rybníku Pod Ochozem potok Nedveka, ten pak teče východně a u Jevišovic ústí do Jevišovky. Jižně od zastavěného území města pramení Lažínský potok, ten pak teče východně, protéká přes rybník Habrk, vlévá se do něj ze severu nepojmenovaný potok, který pramení v Lažínském rybníku. Lažínský potok pak teče dál východně a po cca 3 km ústí u Hostimi do Nedveky. 
Většina území měst se nachází ve výšce kolem 450 metrů nad mořem, severní okraj území města se nachází na úbočí Lukovské hory v cca 500 metrech nad mořem, západní okraj území obce je zalesněný a nachází se také kolem cca 500 metrů nad mořem. Na jihozápadním okraji území obce se nachází vrcholy Špitálka (519 m), Budějovický kopec (504 m) a Kopeček (513 m). Na severním okraji území obce se nachází těsně za hranicemi Lukovská hora (530 m) a dále i Svatý Vít (557 m), u hranic se také nachází Heřmanský kopec (470 m). Pod Lukovskou horou se nachází Jeskyně na Lukovské hoře. Těsně za západním okrajem obce se nachází kopec Velký Radvan (548 m) s vysílači.
Zastavěné území města se nachází na severním okraji území města. Území města je výrazně rozlehlejší ze západu na východ, než ze severu na jih. Mírně na jihozápad od zastavěného území města se nachází židovský hřbitov, těsně za jižní hranicí území města se nachází část Krnčic, na jihovýchodě se u silnice I/38 nachází část města Vesce, severněji i část města Lažínky, těsně za severní hranicí území města se nachází malá chatová oblast. Na západním okraji území obce se nachází část města Vranín a na západní hranici areál vysílače na kopce Velký Radvan. Těsně za jihozápadní hranicí území města se nachází samota Na Ostrůvku, jihozápadně od zastavěného území města se nachází osada Kosová, Fialova Hájenka a velká chatová osada u rybníka Nový Hrachovec. Na jižním okraji území obce se nachází část města Jackov. Těsně za západní hranicí území města se nachází zastavěná oblast Litohoře. 
Nedaleko zámku v Moravských Budějovicích se v zámeckém parku nachází památný strom Jasan u zámku.

## Název
Na osadu bylo přeneseno původní pojmenování jejích obyvatel Budějovici odvozené od osobního jména Buděj, což byla domácká podoba jmen začínajících na Budi-, např. Budivoj, Budislav, Budimír. Význam obyvatelského jména byl "Budějovi lidé". Nositelem jména byl patrně velmož Budivoj doložený z počátku 13. století ve službách královny Konstancie Uherské.

## Historie

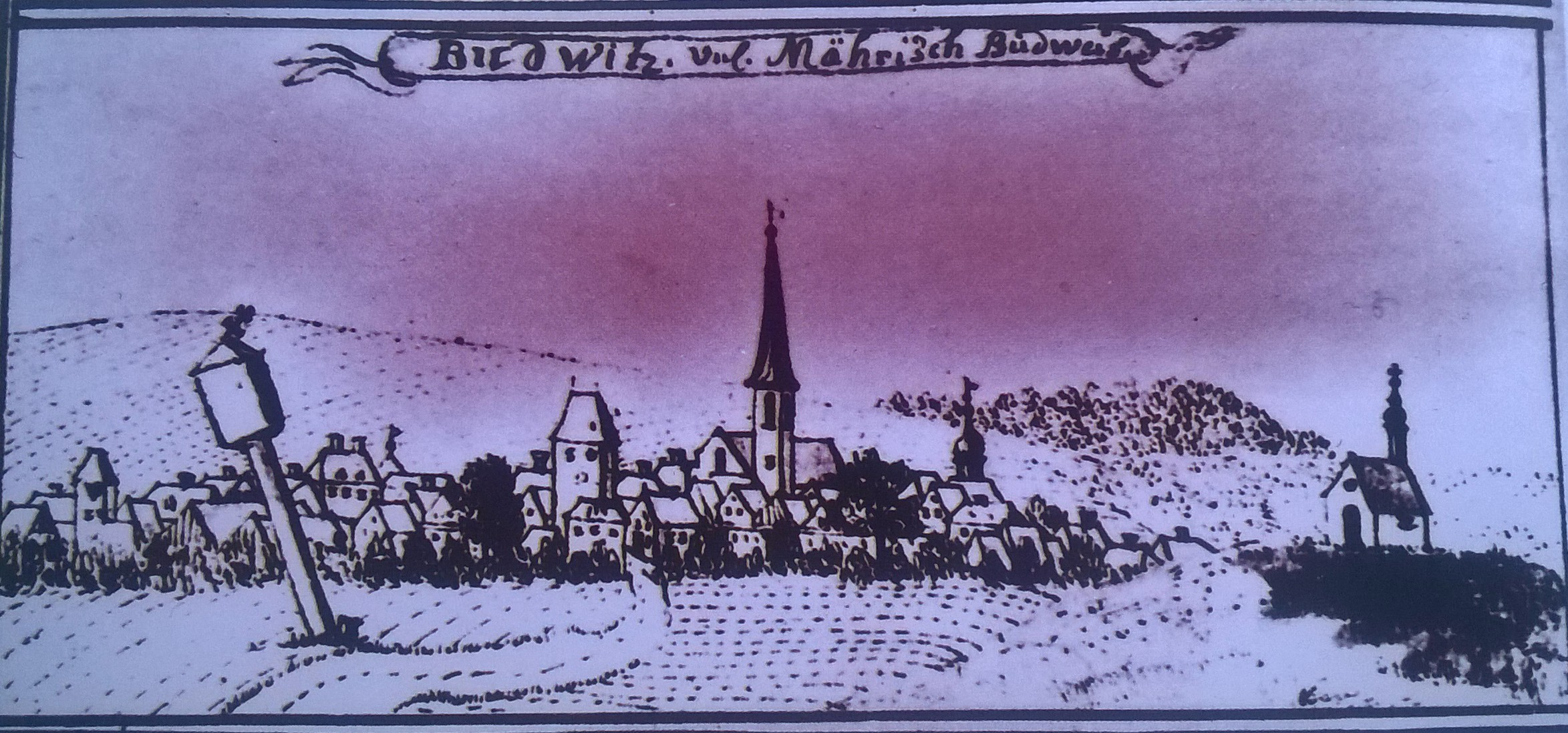
Nejstarší vyobrazení Moravských Budějovic (kolem roku 1750)

První zmínka o Moravských Budějovicích pochází z roku 1231, městečko bylo zmíněno v listině, kde se oznamuje, že papež Řehoř IX. bere pod svoji ochranu vdovu po Přemyslu Otakarovi I. Konstancii Uherskou i s jejími věnnými statky. Městečko tehdy leželo na tzv. Haberské stezce. Pravděpodobně ve městě existoval i opevněný hrad a ke konci 13. století bylo datováno založení tržiště v prostorách dnešního centrálního náměstí.
Město tehdy patřilo Lichtenburkům, majitelům bítovského hradu a panství, v roce 1498 se Moravské Budějovice staly poddanským městem a dostaly do užívání znak. Město náleželo do Znojemského kraje až do roku 1868. Dalšími majiteli města byl rod Valdštejnů. Během jejich vlády bylo vydlážděno náměstí, založena škola a město postihl i velký požár v roce 1532, při němž vyhořel i zeměpanský hrad. Po bitvě na Bílé hoře byl uvězněn a ve vězení na Špilberku brzy zemřel poslední z Valdštejnů – Zdeněk IV. Brtnický –, a město po konfiskaci jako zápočet za pohledávky vůči císaři získali rakouští katoličtí páni ze Schaumburka. Prvním majitelem byl Hanibal ze Schaumburka. V roce 1648 město získal Rudolf Jindřich ze Schaumburka, a rozhodl se usadit rod v Moravských Budějovicích. Vlastnil tři domy, další tři domy a radnici konfiskoval, a na jejich základech postavil budovu zámku a hospodářské zázemí. V roce 1673 město opět postihl velký požár, kdy měla shořet polovina města a město ztrácelo obyvatele. Dalšími majiteli se v roce 1736 stal rod pánů z Wallisu. Tito jmenovali primátora města a také další úředníky, jež spravovali město. V roce 1805 tudy táhli napoleonští vojáci.
V roce 1850 byl ve městě zřízen okresní soud a berní úřad, a samotné město se stalo součástí politického okresu Znojmo. V roce 1896 bylo ve městě zřízeno okresní hejtmanství a Moravské Budějovice se staly městem okresním. V roce 1864 vznikl i český spolek Čtenářský spolek slovanský Budivoj, který organizoval kulturní a vzdělávací činnost, zřídil městskou knihovnu, z jeho podnětu byla založena Vzájemná záložna, byl postaven Národní dům a např. byla v roce 1874 založena i Městská spořitelna. Později vzniklo i městské muzeum, byly vydávány noviny, a také vznikla Továrna hospodářských strojů a slévárny Matěje Smrčky. Byla postavena i sokolovna pro místní členy Sokola, a mezi lety 1869 a 1871 byla vybudována železnice z Vídně do Prahy. V roce 1896 byla vybudována trať z Moravských Budějovic do Jemnice.
Po čtenářském spolku vznikly i spolky další, v roce 1874 vznikl hasičský a občanský střelecký spolek, v roce 1880 spolek učitelský, v roce 1882 okrašlovací spolek, v roce 1883 Matice školská, v roce 1885 německý čtenářský spolek, v roce 1889 Sokol, v roce 1891 ženský pěvecký a vzdělávací spolek, v roce 1894 Hospodářský spolek pro okres moravskobudějovický «Jaromír» (r. 1921 se přetvořil na Okresní hospodářský spolek a r. 1943 Okresní spolek Svazu zemědělství a lesnictví), v roce 1896 župní hasičský spolek, v roce 1899 Národní jednota, a později i další, např. Orel, legionářský, cyklistický, klub mladé generace, židovský a další. V roce 1848 byla založena utrakvistická obecná škola, v roce 1867 i hlavní s nižší reálkou, v roce 1887 i česká a německá obecná škola. K roku 1889 byla založena chlapecká měšťanská škola, hned další rok byla založena i dívčí měšťanská škola. V roce 1900 byla založena i živnostenská pokračovací škola, a v roce 1911 matiční reálné gymnázium, jež bylo v roce 1919 bylo převedeno pod stát. V roce 1938 byl do Moravských Budějovic přemístěn i učitelský koedukační ústav, tentýž rok byla založena i obchodní škola a škola pro ženská povolání.
Do roku 1849 patřily Moravské Budějovice do moravskobudějovického panství, od roku 1850 patřily do okresu Znojmo, pak od roku 1896 do okresu Moravské Budějovice a od roku 1960 do okresu Třebíč.

### Peněžní ústavy
V roce 1938 působila v Moravských Budějovicích „Vzájemná rolnická záložna“ (r. 1871), „Spar- u. Vorschußverein“ / německá Městská spořitelna (r. 1888), „Živnostenská záložna“ (r. 1920), „Lidová záložna“ (r. 1934) a německá „Hasičská záložna“.

## Družstevnictví
V roce 1896 vznikla na Moravě pod patronátem katolicko-národní strany Ústřední jednota českých hospodářských společenstev pro Moravu a Slezsko, která jako první české ústředí úvěrních družstev sdružovala 86 společenstev s 6 206 členy, zakládala úvěrní družstva – raiffeisenky, které v katolicky orientovaných družstvech převažovaly. V roce 1901 bylo v Moravských Budějovicích založeno Hospodářské družstvo, které nabízelo umělá hnojiva Přerovské rol. továrny a v místnostech obilního skladiště na „Palírně“ (hostinec Palírna Ferd. Šrámka u nádraží) žitné i pšeničné otruby. Na mimořádné valné hromadě v neděli 26. dubna 1903 se členové družstva dohodli na zakoupení nového pozemku pro skladiště. Spory o vedení, malá prosperita a nepochopení družstevnictví ze strany rolníků provázely družstvo až do roku 1905; jeho činnost nakonec ustala. V květnu 1914 otevřela strana nár. socialistů v Morav. Budějovicích obchod svého Prvního zásobního a potravního družstva „Svépomoc“. Strana se scházela ve spolkových místnostech Národního domu.
Všem rolníkům doporučujeme upřímně, aby ve svém vlastním prospěchu stali se podílníky HOSPODÁŘSKÉHO DRUŽSTVA v Moravských Budějovicích. Družstvo kupuje od svých členů všeho druhu obilí i jiné plodiny za ceny nejvyšší a prodává členům co nejladněji všecky hospodářské potřeby. Má na skladě: uhlí, superfosfát (prášek), Thom. strusku, kostní moučku, sádru, kukuřici, hrách, oleje, mazadla atd. Sprostředkujeme též nákup hospodářských strojů. Zápisné 1 zl, jeden podíl jednou pro vždy 10 zl. Přijímáme od svých členů i peněžní vklady, které zúrokujeme 4½ %. — Místnosti družstva jsou v hostinci p. Ferd. Šrámka u nádraží.
Naše noviny, 23.8.1902
Po vzniku Československa držela pozici lidoveckého družstevnictví «Ústřední jednota českých hospodářských společenstev úvěrních v Brně». Nejvýznamnější složku lidoveckého družstevnictví tvořila tzv. lidová hospodářská družstva (zádruhy, zemědělské družiny). Stranické spory vedly nakonec v roce 1920 k rozštěpení družstevnictví. V roce 1920 ovládla „Okresní hospodářské družstvo“ Republikánská strana zemědělského a malorolnického lidu, lidovci založili Zemědělskou družinu. „Okresní hospodářské družstvo“ získalo právo vykupovat obilí a stalo se subkomissionářem „Obilního ústavu“. Správcem, členem ředitelství a splnomocněným obchodním zástupcem byl zvolen Jan Filipský. V roce 1920 zřídilo pražské ústředí Republikánské strany v Praze «Oddělení pro Moravu», jehož úpravou byl pověřen dosavadní důvěrník okresní organizace strany v Moravských Budějovicích a člen říšského zastupitelstva strany Em. Dvořák. Veškerá agenda z Brna byla převedena do Prahy. V roce 1927 se v Brně v rámci Republikánské strany ustanovilo Zemské sdružení úředníků a zaměstnanců, zaměstnaných v moravských družstvech.
„Zemědělská družina“ se ocitla v nevýhodném postavení zejména po zavedení agrárnického obilního monopolu, tzv. regulovaného hospodářství obilního a jiného, jímž vznikla „Čs. obilní společnost“. Po celé jihozápadní Moravě mohla komisionálně vykupovat obilí pouze filiálka Zemědělské družiny v Telči. Agrární buržoazie postupně na venkově ovládla větší část hospodářských i zemědělských podniků, peněžních ústavů, a získala i další ekonomické pozice. V letech 1935–1937 se Ústřední jednota hospodářských společenstev úvěrních (předseda Fr. Wenzl) zaměřila na budování nových družstev a obilních sil.
Zavilým nepřátelům práce Svazu lid. zemědělců ještě nestačila a boj se přenáší i do hospodářských a družstevních podniků. Lidoví zemědělci jsou z těchto vytlačování a právo na zastoupení ve vedení jim odpíráno (cukrovary, lihovary, škrobárny a pod.), ba i Raiffeisenky stávají se předmětem touhy politických odpůrců katolických zemědělců. Bylo nutno se bránit, a začít budovat vlastni podniky hospodářské. Západní Morava patří mezi první, kdož toto pochopili. Jsou to hlavně dvě veliká naše družstevní střediska „Zádruha” ve Znojmě a „Zemědělská družina” v Mor. Budějovicích. Obě dvě mají již desítky filiálních skladišť téměř po celém kraji a stojí jako hradba proti všem, kteří si dosud s katolických zemědělců jen blázna tropili, práva jim odpírali, za to však hospodářsky si je podmaňovali.
Stráž, 17.10.1936
Okresní hospodářské družstvo se postupně sloučilo s Jemnicí, Třebelovicemi, Grešlovým Mýtem (1935) a posléze se Želetavou. Republikánská strana vybudovala v areálu hospodářského družstva„ Dům zemědělské osvěty“ a nové obilní silo. V Domě zemědělské osvěty měla být umístěna Hospodářská záložna, místnost pro odbornou knihovnu, archiv pro hospodářský spolek a zemědělskou poradnu, spolková místnost pro menší porady, cvičná kuchyně pro občasné kurzy, v poschodí velká přednášková síň.
Slavnostní otevření Domu zemědělské osvěty Františka Staňka a obilního skladiště v Moravských Budějovicích. V neděli 11. října bude v Moravských Budějovicích slavnostně otevřen Dům zemědělské osvěty Františka Staňka a odevzdáno nové obilní skladiště hospodářského družstva zemědělskou manifestací, při níž učiní m. j. projev předseda Fr. Wenzl a přísedící zemského výboru V. Stoupal a za Družstevní radu mladých jednatel O. Šťáva. Moravskobudějovicko vybudováním Domu zemědělské osvěty Františka Staňka uctilo důstojně památku vůdce jižní Moravy a vybudováním nového skladiště se přiřadilo ke krajům, jež si vybudovaly pevné tvrze zemědělského družstevnictví.
Venkov, 08.10.1936

V roce 1934 založili lidovci v Moravských Budějovicích „Lidovou záložnu“. Sklady Zemědělské družiny (ZD) se nacházely v Telči, Dačicích, Lukách n. Jihl., Mor. Budějovicích, Jaroměřicích n. R., Třebelovicích a Vícenicích. Lidová Zemědělská družina vykupovala všechny druhy obilí a prodávala umělá hnojiva, krmiva, uhlí, benzín, oleje a další hospodářské potřeby. V roce 1936 otevřela ZD v Třebíči nové sedmipatrové obilné silo a v roce 1937 se stala Zemědělská družina v M. Budějovicích komisionářem Čs. obilní společnosti pro oblast: Mor. Budějovice, Jaroměřice n. R., Blížkovice, Třebelovice, Jemnice, Dačice, Telč, Maršov, Třešť, Luka, Kamenice, Jihlava, Nová Říše, Stará Říše, Budeč, Želetava, Krasonice, Grešlové Mýto, Batelov, Stonařov, Studená, Brtnice, Jamné.
Kromě činnosti peněžní a úvěrové, revisní a vzdělávací vyvíjela Ústřední jednota činnost hospodářskou a obchodní. Pro tuto činnost zřídila zvláštní společenstvo Jednotu hospodářských družstev, která jako obchodní ústředí sdružuje svépomocné organisace zemědělské: Hospodářská družstva, Zádruhy, Zemědělské družiny, pomocí kterých zpeněžuje zemědělcům jejich produkty a obstarává jim veškeré hospodářské potřeby.
Stráž: orgán strany katolické národní na Západní Moravě, 1.7.1937
V roce 1937 započala Zemědělská družina se stavbou družstevní mlékárny. Mlékárna byla vybavena nejmodernějšími stroji, disponovala výrobou másla a sýrů, mléka odstředěného, mléka zahuštěného a kondenzovaného, smetany, podmáslí, tvarohu a sušeného mléka, taktéž výrobou umělých vajec. Dostavěny byly chladírny vajec a druhým rokem nová samostatná budova pro sběrnu a manipulaci vajec. V roce 1940 vyhlásil Českomoravský svaz pro mléko, tuky a vejce „Mlékárnu zemědělské družiny Moravské Budějovice“ obvodní sběrnou pro vejce z obcí soudního okresu M. Budějovice a z obcí bývalého soudního okresu Vranov: Vysočany, Oslnovice, Zblovice, Bítov.
V roce 1945 převzal „Okresní hospodářské družstvo“ (po zrušené straně agrárníků) „Jednotný svaz českých zemědělců pro Moravu a Slezsko“ (JSČZ), ovládané komunistickou stranou a Ďurišovým ministerstvem zemědělství. V budově Okresního hospodářského družstva se také nalézala Okresní úřadovna JSČZ. Na podzim roku 1946 zřídil JSČZ v areálu Okresního hospodářského družstva strojně-traktorovou stanici. V roce 1952 bylo Okresní hospodářské družstvo podle vyhlášky ministra výkupu č. 362/1952 Ú.l. ze dne 19. prosince 1952 znárodněno. Mlékárna byla začleněna pod mlékárnu v Jaroměřicích n. Rokytnou a v Třebíči a přejmenována na „Okresní družstevní mlékárnu“ (Okresní družstevní mlékárna, z. s. s r. o., Moravské Budějovice; 1952 Horácké mlékárny, n. p., Jihlava; 1953 Mlékařské závody, n. p., Moravské Budějovice; 1958 Jihlavské mlékárny, n. p., Jihlava, závody Moravské Budějovice a Jaroměřice; 1960 Lacrum, n. p., Brno, závod Moravské Budějovice, provoz Jaroměřice; 1994 a.s. Lacrum Brno; 1992 J + R MLÉKÁRNA s.r.o.) Noví majitelé mlékárny (Bedřich Štecher a Miroslav Suchý) v roce 2010 provoz v Moravských Budějovicích zrušili. Hospodářské družstvo komunisté transformovali na JZD (1953–1992) se strojně-traktorovou stanicí (STS). V roce 1992 privatizováno a od roku 1994 je Zemědělské družstvo Moravské Budějovice v likvidaci.

## Průmysl, řemesla a živnostníci
Řemeslníky a živnostníky sdružovala Zemská jednota živnostenských společenstev v Brně. V roce 1940 byla založena Okresní jednota živnostenských společenstev v Moravských Budějovicích. Bratři Smrčkové, továrna hospodářských strojů a slévárna Moravské Budějovice, vznikla z původně malé rodinné dílny. V roce 1947 zaměstnávala 236 zaměstnanců. Dále zde působila továrna na nábytek Bohumila Jenerála, parní pila a velkoobchod se dřevem Antonína Bachela, tesařství a parní pila Leopolda Jahody, mlýn Josefa Černohouse a celá řada drobných živnostenských firem: Alois Kulhánek (cukrářství), Rajmund Aujeský (pekařství), Jaroslav Sedláček (cukrářství), Karel Novotný (radiozávod), Jan Klimt (strojírna), Josef Šplíchal (sklad nábytku), František Šabata (kolářství a karoserie), Antonín Brych (řeznictví a restaurace), Josef Šimek (velkoobchod), Karel Kopeček (koncesovaná nákladní, autobusová a osobní doprava), Jan Vašta (zahradnictví), Jan Trojan (výroba a prodej oděvů), Bohumil Špát (smíšené zboží), Karel Kaletus (nožířství), Milada Kreuterová (národní správa sklo-porcelán), Antonín Kreuter (národní správa rámování obrazů, sklenářství), A. Babák a V. Novotný (stavitelství a tesařství), B. Dvořák (obchodní dům), B. Hromádka (železo-porcelán-sklo-smaltované nádobí), Josef Sedlák (elektrotechnický závod), Viktor Dvořák (knihtiskárna a prodejna s papírem), Jaroslav Dvořák (oprava, motocykly), F. Nesládek (drogerie), Jan Růžička obchod se střižním zbožím a galanterií, prodejna obuvi národního podniku Baťa, a řada dalších.
Po znárodnění působily v Moravských Budějovicích závody národního podniku Královopolská strojírna Brno (dříve Smrčkova továrna), Moravskoslezské pily, n. p. (dříve Bachelova pila), Kovo a dřevoprůmysl (fa. J. M. Novotného), Sběrné suroviny, n. p. (Osvačilova koželužna), Středomoravské mlýny (mlýn J. Černohouse), Moravské lihovary a cukrárny (fa. Stanislav Janoštík, výroba ovocných šťáv, Mor. Budějovice).
V letech 2021–2023 bylo u silnice vedoucí z Moravských Budějovic do Jemnice postaveno obchodní centrum Aventin Shopping, zahrnující obchody s potravinami, obuví, textilem, drogerií, elektrem, chovatelskými potřebami, rychlým občerstvením, a prodejnu společnosti Albert. Naopak nedošlo k plánovanému postavení supermarketu společnosti Lidl.

## Obyvatelstvo
Moravské Budějovice patřily až do počátku 80. let 19. století k městům s výraznou převahou českého obyvatelstva, ovládaného hospodářsky silnou německou minoritou. Vnitřní město si dlouho dobu udržovalo řemeslný ráz se silným cechem obuvníků, ve městě pracovali koželuhové, výrobci podešví, řemenáři a sedláři, krejčí, tkalci, barvíři, kloboučníci, řezníci, pekaři a mlynáři. Většina rolnických rodin sídlila na předměstí a po okraji města.

### Moravské Budějovice
| Rok            | 1869  | 1880  | 1890  | 1900  | 1910  | 1921  | 1930  | 1950  | 1961  | 1970  | 1980  | 1991  | 2001  | 2011  | 2021  |
| -------------- | ----- | ----- | ----- | ----- | ----- | ----- | ----- | ----- | ----- | ----- | ----- | ----- | ----- | ----- | ----- |
| Počet obyvatel | 3 503 | 3 957 | 4 334 | 4 554 | 4 728 | 5 007 | 5 130 | 5 209 | 5 985 | 6 367 | 7 265 | 7 884 | 8 004 | 8 004 | 7 093 |
| Počet domů     | 531   | 572   | 597   | 667   | 722   | 823   | 1 001 | 1 232 | 1 209 | 1 271 | 1 334 | 1 560 | 1 654 | 1 654 | 1 818 |

### Moravské Budějovice (místní část)
| Rok            | 1869  | 1880  | 1890  | 1900  | 1910  | 1921  | 1930  | 1950  | 1961  | 1970  | 1980  | 1991  | 2001  | 2011  | 2021  |
| -------------- | ----- | ----- | ----- | ----- | ----- | ----- | ----- | ----- | ----- | ----- | ----- | ----- | ----- | ----- | ----- |
| Počet obyvatel | 2 550 | 2 933 | 3 301 | 3 492 | 3 725 | 3 933 | 4 129 | 4 367 | 5 138 | 5 570 | 6 555 | 7 278 | 7 409 | 7 409 | 6 541 |
| Počet domů     | 370   | 405   | 428   | 490   | 542   | 640   | 804   | 1 018 | 1 007 | 1 071 | 1 146 | 1 345 | 1 438 | 1 491 | 1 491 |

V květnu 1945 zřídil MNV v Moravských Budějovicích internační pracovní tábor, kde byli internováni občané z Moravských Budějovic a z pohraničních obcí okresu M. Budějovice (Lovčovic, Chvalkovic, Županovic, Rancířova, Vratěnína, Mešovic, Dančovic, Korolup, Dešné, Hluboké, Lubnice a Uherčic). V táboře byl zadržen i MUDr. Ernst Bruckner (česky Arnošt Bruckner, nar. 11. listopadu 1882), bývalý okresní zdravotní rada ze Znojma, který v roce 1938 uprchl do Moravských Budějovic. Po zřízení protektorátu se přihlásil k německé národnosti a v letech 1939–45 působil jako okresní zdravotní rada v Moravských Budějovicích. Během okupace podporoval svého nevlastního bratra Josefa Grňu v odbojové činnosti, dceru přihlásil na českou školu a zahájil rozvodové řízení se svou německou manželkou. V době internace mu byl zabaven veškerý majetek v hodnotě 3,5 mil. Kčs. Proti Brucknerovi vystupoval zejména MNV, který se ostře stavěl proti jeho žádosti o udělení čsl. občanství. E. Bruckner byl poslán jako obvodní lékař do pohraničí (Vratěnín) a v dubnu 1947 trestní nalézací komise (TNT) ONV v Moravských Budějovicích rozhodla o jeho nevině. Čsl. občanství mu ale navráceno nebylo. V lednu 1948 vláda rozhodla o vystěhování německých lékařů z pohraničí do vnitrozemí. Ernest Bruckner působil přibližně od roku 1952 jako praktický lékař v Dolním Rakousku (Gastern). Zemřel kolem roku 1961. První organizovaný odsun asi 300 Němců proběhl v dubnu 1946. V roce 2019 byl upraven památník obětem světových válek na náměstí Míru, přibyly kamenné desky se jmény obětí.
Němci v Mor. Budějovicích. V květnu 1945 bylo v Mor. Budějovicích hlášeno celkem 209 Němců včetně dětí, z toho však opravdových Němců bylo pouze 92. Podle směrnic ministerstva vnitra bylo k prvnímu odsunu navrženo 17 neproduktivních Němců a z nich po úředním přezkoumání odsunuto pouze osm. Šlo vesměs o staré osoby. Značná většina Němců, kteří se v Mor. Budějovicích během války usadili, utekli ještě před příchodem Rudé armády. Dnes mají Mor. Budějovice ve svém středu ještě tři Němce, kteří podléhají odsunu a jsou pro něj připraveni. Z nich je jedna dospělá žena s nezletilým synem a 15letá dívka. MNV v Mor. Budějovicích nepodporuje zásadně žádosti o udělení státního občanství těch osob, které za války přijaly státní příslušnost německou.
Stráž na Dyji, 04.04.1947
Sčítání obyvatelstva v M. Budějovicích v roce 1947 potvrdilo pokles obyvatelstva oproti předválečným létům; z celkového počtu 4 345 bylo 2 038 mužů a 2 307 žen. Pokles byl odůvodněn odchodem obyvatelstva do pohraničí. Obyvatelé města bydleli v 1 025 domech o 1 338 bytech. Ve městě se nacházelo ještě 16 domů úplně zbořených a 15 domů k obývání nezpůsobilých.
V roce 2020 byl v Tovačovského sadech zasazen buk na počest Josefa Salače, lékaře, který zemřel v roce 2019.

## Městská správa

### Části města
- Jackov
- Lažínky
- Moravské Budějovice
- Vesce
- Vranín

Od 1. ledna 1980 do 23. listopadu 1990 k městu patřil i Litohoř a od 1. ledna 1980 do 31. prosince 1991 také Vícenice.

## Kultura
Ve městě se na podzim koná Horákův Horácký festival, v roce 2016 jej zahájil Miroslav Táborský.
Ke konci léta v Moravských Budějovicích probíhá mezinárodní hudební festival Václava Hudečka a jeho hostů (v srpnu 2018 se konal již 11. ročník).
V polovině října ve městě probíhá tradiční Císařské posvícení. Je doprovázeno výstavami, rozsáhlými trhy, průvodem městem, posvícenským programem a pouťovými atrakcemi
V roce 2021 byla oznámena účast města v soutěži Historické město roku 2021. V lednu roku 2022 bylo oznámeno, že krajské kolo vyhrálo město Telč a postoupilo do celostátního kola, Jemnice a Moravské Budějovice dále nepostoupily. V roce 2024 bylo oznámeno, že do celostátního kola soutěže Historické město roku 2023 za Kraj Vysočina postoupily Moravské Budějovice.
V roce 2023 bylo oznámeno, že studenti místní základní umělecké školy pracují na návrhu symbolu města, který by měl stát na kruhovém objezdu na jižním okraji města.

### Muzeum Moravské Budějovice
Ve městě je muzeum s názvem Muzeum Moravské Budějovice, které je pobočkou Muzea Vysočiny Třebíč. V muzeu jsou dvě expouzice, a to:
- Příběh města a zámku.
- Řemesel a živností jihozápadní Moravy (expozice je v budově moravskobudějovického zámku a v blízkých bývalých masných krámech).[77]

## Doprava

### Železniční doprava
Z nádraží  Moravské Budějovice vychází železniční trať Moravské Budějovice–Jemnice, přes území obce pak prochází také železniční trať Znojmo–Okříšky. Nádraží se nachází na severním okraji zastavěného území města, další zastávky se nachází v částech města Jackov a Vesce. 
V roce 2016 byla podána žádost na Správu železniční dopravní cesty, aby byla zavedena nová zastávka v jižní části města. Dosavadní zastávka se nachází přibližně 2 kilometry od města.

### Silniční doprava
Ze západu na východ přes území obce prochází silnice I/38 z Litohoře do Grešlového Mýta, slouží také jako jižní obchvat zastavěného území města. Ze severu na jih prochází přes území města silnice II/152 z Jaroměřic nad Rokytnou přes Jackov a do Dědic, z této silnice pak jižně vychází silnice II/411 do Krnčic. Západně ze zastavěného území města vychází silnice k Litohoři, severně silnice do Lukova, jihovýchodně do části Vesce a do Lažínek a dále jižně do Častohostic. Z Lažínek na východ vede užitková silnice do Zvěrkovic. Jihozápadně ze zastavěného území města vede silnice do osady Kosová a jižně pak do chatové osady nedaleko Jackova, západně z Jackova pak vede silnice do téže chatové osady. Přes část Vranín prochází silnice z II/151 do Domamili. V dlouhodobém plánu je příprava východního obchvatu města. Severozápadně pak vychází silnice ke kopci Svatý Vít. Severně z osady Kosová vychází silnice do Litohoře. 

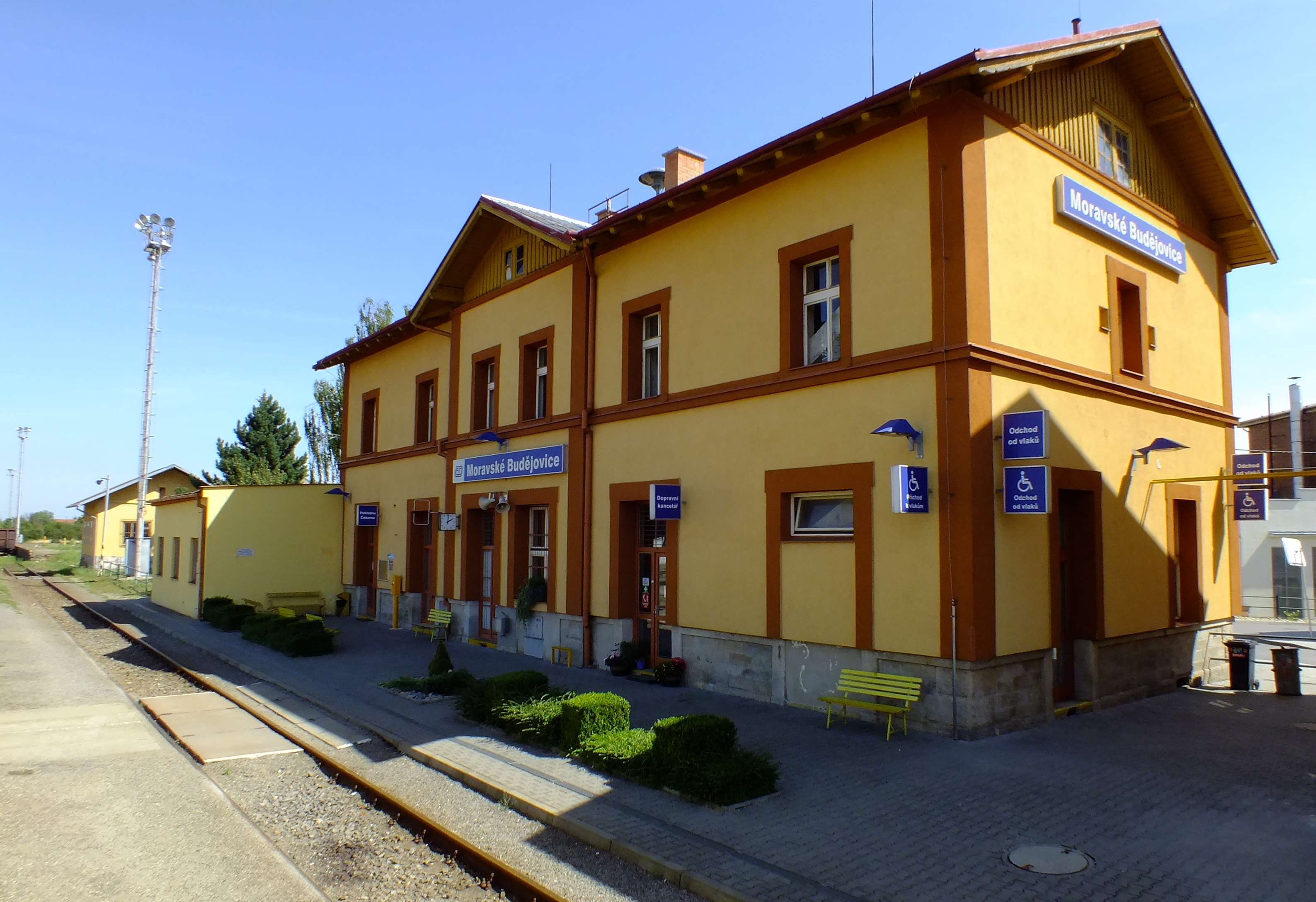
Železniční stanice

Severně od města se silnice II/151 spojuje se silnicí I/38. . 
Roku 2021 bylo oznámeno, že v červnu roku 2021 bude rekonstruována budova autobusového nádraží. Rekonstrukce proběhla mezi červnem a srpnem roku 2021, byla opravena výpravní hala, vystavěna nová čekárna a sociální zařízení.

#### Cyklistická a pěší doprava
Přes území obce prochází ze západu na sever cyklostezka Jihlava–Třebíč–Raabs a cyklostezky 5124 (ze západu od Domamili, přes Vranín a do zastavěného území města), 5103 (severně ze zastavěného území města pod kopcem Svatý Vít a dále do Horních Lažan) a 5233 (jižně ze zastavěného území města do Krnčic). Ze zastavěného území města vychází jihozápadně modrá turistická stezka a severozápadně zelená turistická stezka. 
V listopadu 2021 byla otevřena nová lávka přes řeku Rokytku. Ta je v noci výrazně nasvícena, celková cena za lávku dosáhla 5 milionů Kč.

## Rekonstrukce a plány
Na konci léta 2015 se začala na jižním svahu u letiště stavět nová ulice s názvem Lažínská, nově vznikla i ulice „Pod Spravedlností“.
Krajská rada v srpnu 2017 rozhodla o zahájení projektování obchvatu ve východní části Moravských Budějovic. Obchvat měl zjednodušit sjezd ze silnice I/38 na Jaroměřice nad Rokytnou. Obchvat by začínal napojením na silnici III/4118 ve směru na Vesce, končil by napojením na stávající komunikaci II/152 ve směru na Jaroměřice nad Rokytnou. Délka plánovaného úseku byla kolem tří kilometrů. Zahájení stavby se předpokládá ne dříve než za dva roky, za podmínky získání potřebných dokumentů, a především pak evropské dotace. Majetková příprava byla zahájena začátkem roku 2018, to však trvalo dlouho a v přípravách se pokračovalo i v roce 2024.

## Politika

### Volby do místního zastupitelstva
V roce 2022 byl zvolena starostou Martin Ferdan, místostarostou byl zvolen Jan Švaříček.

### Volby do Poslanecké sněmovny
|       | 2006                  | 2010                  | 2013                  | 2017                  | 2021                  |
| ----- | --------------------- | --------------------- | --------------------- | --------------------- | --------------------- |
| 1.    | ČSSD (34,2 %)         | ČSSD (23,79 %)        | ČSSD (23,35 %)        | ANO (26,37 %)         | SPOLU (28,16 %)       |
| 2.    | ODS (28,08 %)         | TOP 09 (18,35 %)      | KSČM (18,29 %)        | ODS (11,41 %)         | ANO (26,35 %)         |
| 3.    | KSČM (17,84 %)        | ODS (15,87 %)         | ANO 2011 (14,92 %)    | Piráti (10,58 %)      | Piráti+STAN (14,76 %) |
| účast | 67,65 % (4285 z 6340) | 64,03 % (4059 z 6341) | 60,93 % (3840 z 6302) | 61,35 % (3745 z 6106) | 67,38 % (3996 z 5932) |

### Volby do krajského zastupitelstva
|      | 1.             | 2.                      | 3.                    | účast                 |
| ---- | -------------- | ----------------------- | --------------------- | --------------------- |
| 2000 | ODS (34,54 %)  | KSČM (23,81 %)          | 4KOALICE (22,81 %)    | 38,33 % (2377 z 6200) |
| 2004 | ODS (33,41 %)  | KSČM (24,49 %)          | KDU-ČSL (17,83 %)     | 31,97 % (2011 z 6290) |
| 2008 | ČSSD (31,25 %) | ODS (19,21 %)           | KSČM (17,1 %)         | 41,3 % (2631 z 6371)  |
| 2012 | ČSSD (25,68 %) | KSČM (24,29 %)          | ODS (11,24 %)         | 40,98 % (2581 z 6323) |
| 2016 | ČSSD (16,12 %) | STAN+SNK ED (13,58 %)   | ANO 2011 (13,35 %)    | 34,95 % (2163 z 6188) |
| 2020 | ANO (19,27 %)  | ODS+STO (17,19 %)       | Piráti (15,3 %)       | 37,18 % (2234 z 6016) |
| 2024 | ANO (35,87 %)  | ODS+TOP 09+STO (21,2 %) | STAN+SNK ED (13,57 %) | 35,59 % (2051 z 5810) |

### Prezidentské volby
V prvním kole prezidentských voleb v roce 2013 první místo obsadil Miloš Zeman (1163 hlasů), druhé místo obsadil Karel Schwarzenberg (749 hlasů), a třetí místo obsadil Jan Fischer (673 hlasů). Volební účast byla 63,39 %, tj. 3998 ze 6309 oprávněných voličů. V druhém kole prezidentských voleb v roce 2013 první místo obsadil Miloš Zeman (2487 hlasů) a druhé místo obsadil Karel Schwarzenberg (1497 hlasů). Volební účast byla 63,25 %, tj. 3998 ze 6321 oprávněných voličů.

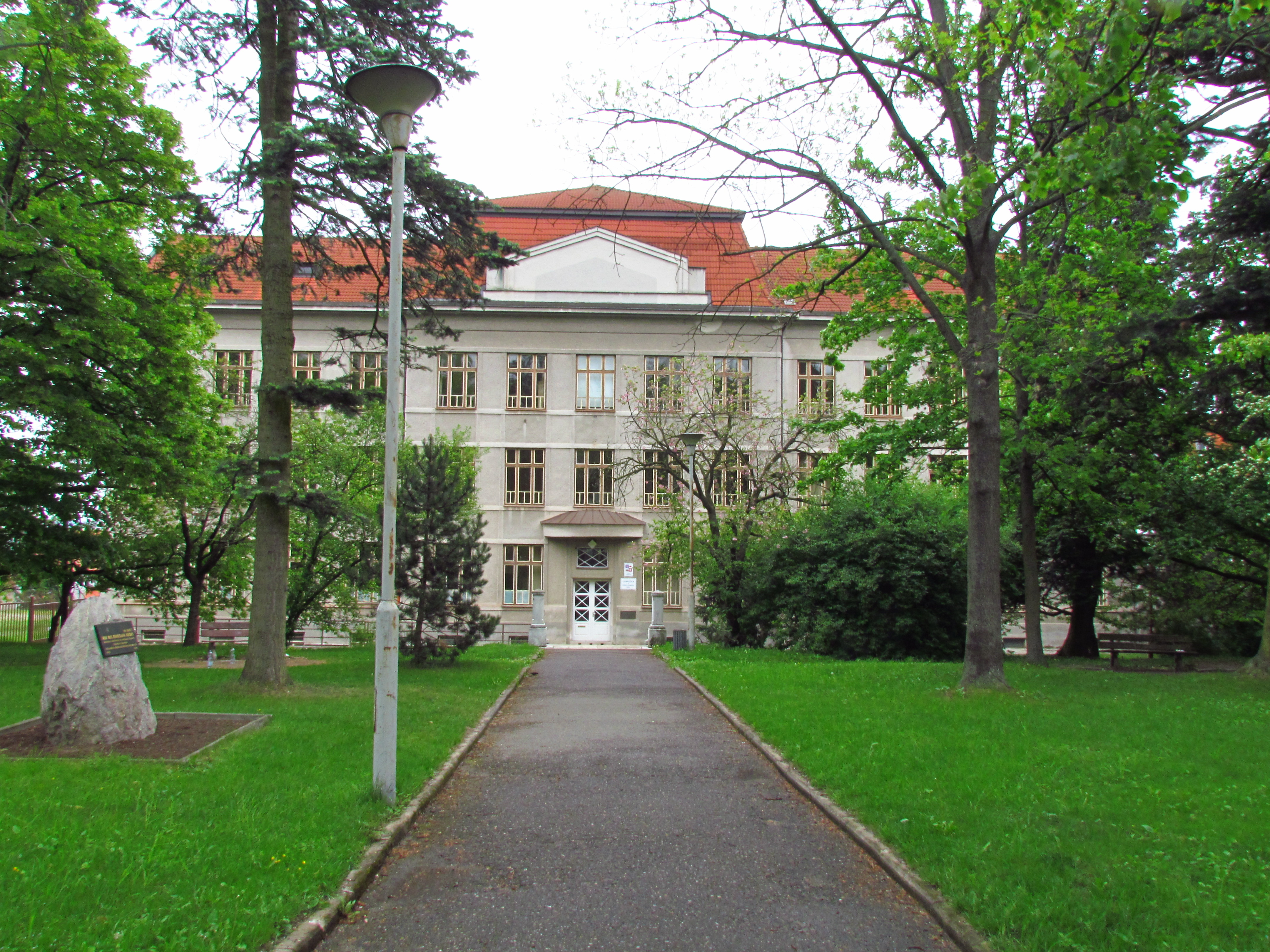
Gymnázium

V prvním kole prezidentských voleb v roce 2018 první místo obsadil Miloš Zeman (1572 hlasů), druhé Jiří Drahoš (1033 hlasů), a třetí Pavel Fischer (525 hlasů). Volební účast byla 64,83 %, tj. 3936 ze 6073 oprávněných voličů. V druhém kole prezidentských voleb v roce 2018 první místo obsadil Miloš Zeman (2230 hlasů) a druhé místo obsadil Jiří Drahoš (1964 hlasů). Volební účast byla 69,21 %, tj. 4198 ze 6066 oprávněných voličů.

V prvním kole prezidentských voleb v roce 2023 první místo obsadil Andrej Babiš (1535 hlasů), druhé Petr Pavel (1240 hlasů), a třetí Danuše Nerudová (538 hlasů). Volební účast byla 70,03 %, tj. 4125 ze 5890 oprávněných voličů. V druhém kole prezidentských voleb v roce 2023 první místo obsadil Petr Pavel (2340 hlasů) a druhé místo obsadil Andrej Babiš (1843 hlasů). Volební účast byla 72,28 %, tj. 4202 ze 5815 oprávněných voličů.

## Školství
- Gymnázium a střední odborná škola, Moravské Budějovice, Tyršova 365
- Střední škola řemesel a služeb
- Základní škola Tomáše Garrigua Masaryka
- Základní škola Havlíčkova
- Základní umělecká škola
- Základní škola a praktická škola
- Dům dětí a mládeže BUDÍK
- Mateřská škola Husova
- Mateřská škola Šafaříkova
- Mateřská škola Fišerova
- Mateřská škola JABULA

## Sport
- SK JeMoBu - florbalový klub
- Moravskobudějovický HOKEJ – hokejový klub
- SK Moravské Budějovice - fotbalový klub

## Pamětihodnosti

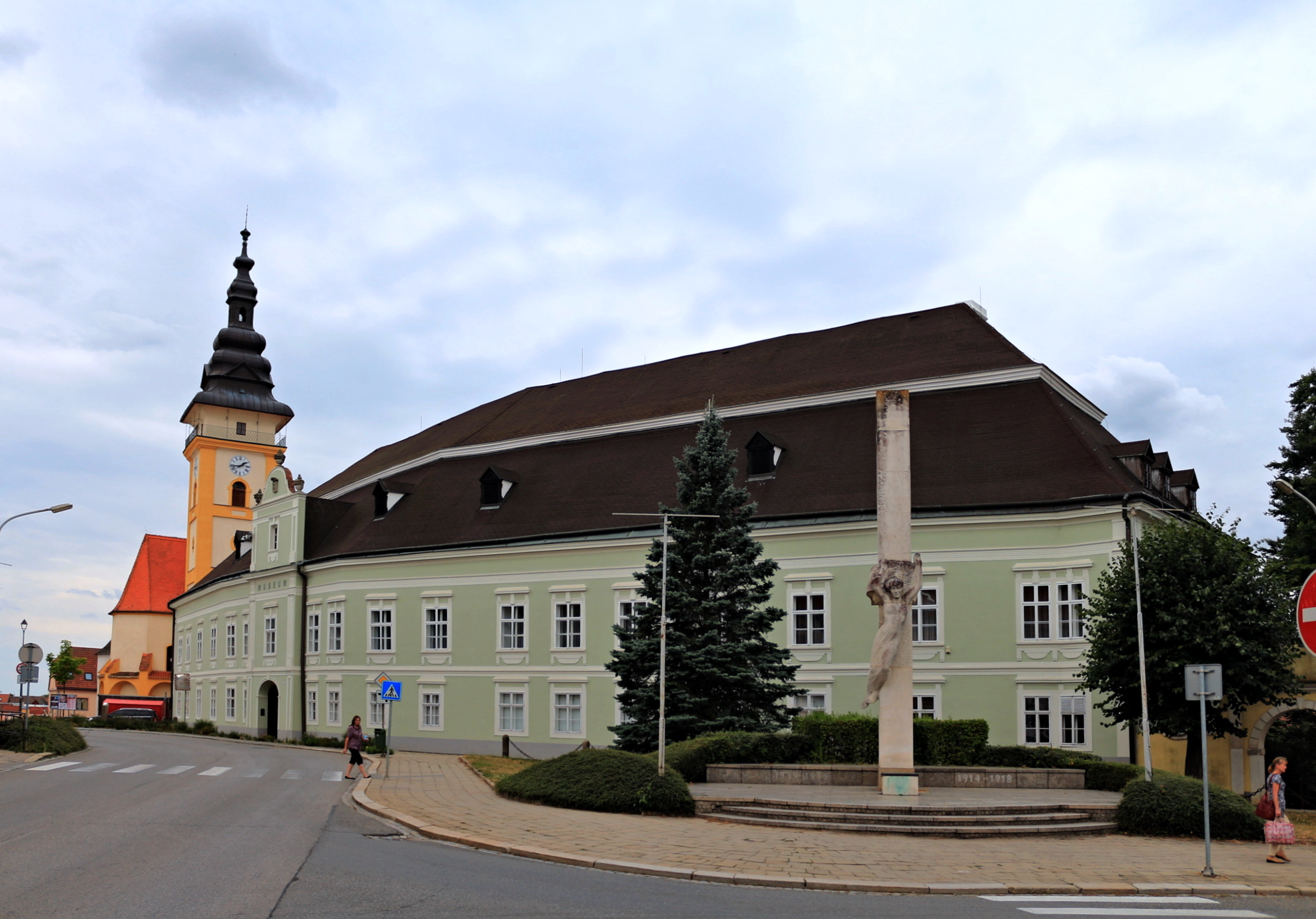
Zámek

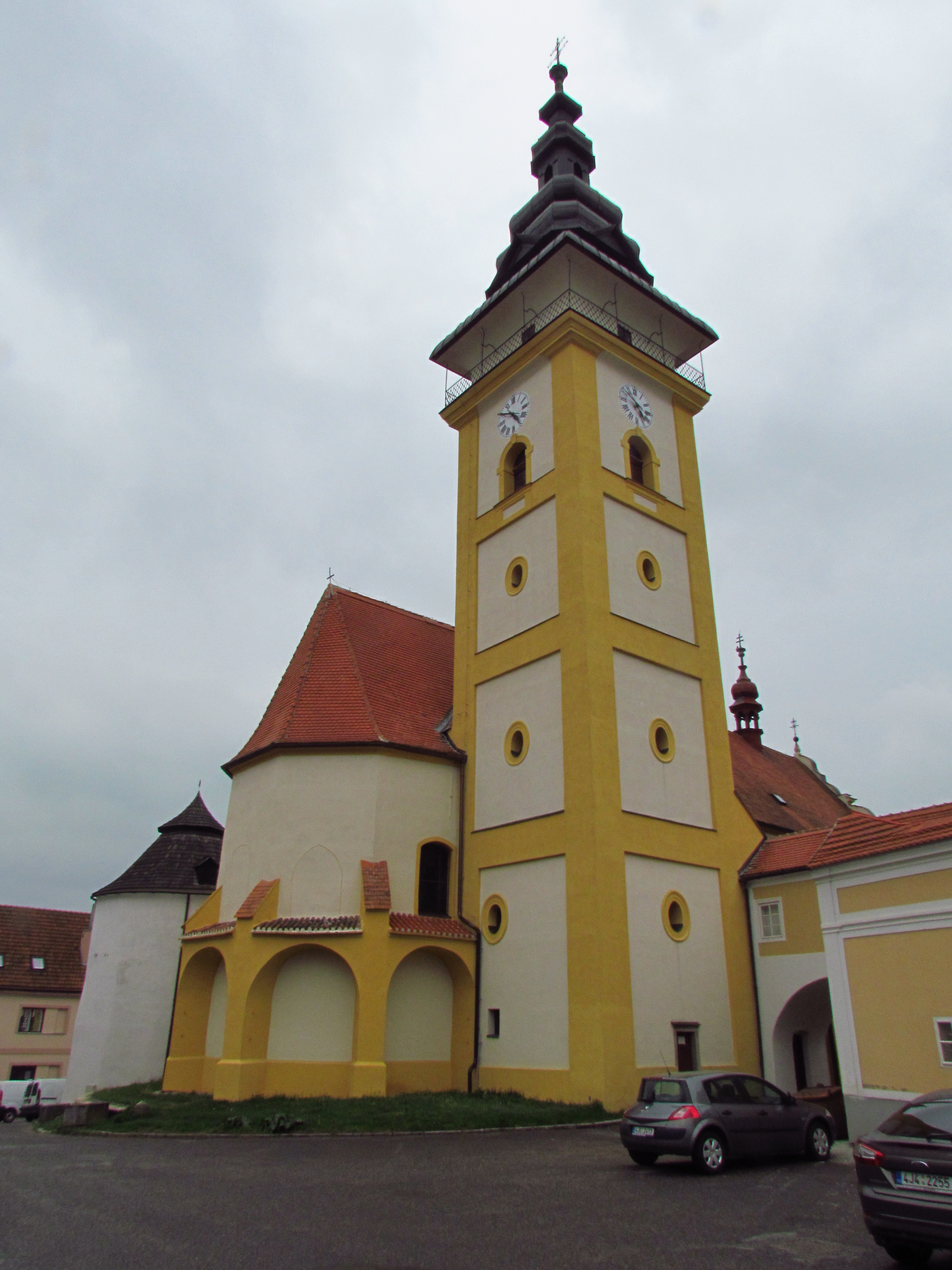
Kostel sv. Jiljí

- Pomník Svobody, postaven nákladem Čsl. obce legionářské 3. července 1927, stával ve Wilsonově sadě před gymnáziem. Dílo akad. sochaře Rudolfa Břízy z Prahy bylo za 2. sv. války odstraněno, 22. září 1973 byl Wilsonův sad přejmenován na Park plk. Ing. Miloslava Kršky[100][101][102]
- Zámek (muzeum)
- kostel svatého Jiljí s kaplí svatého Michala, pozdně románskou kostnicí
- Masné krámy
- Karner svatého Michala (kostnice)
- Fara čp. 72
- Městské opevnění
- Městská spořitelna
- Kaple svaté Anny
- Sochy svatého Jana Nepomuckého a blahoslaveného Jana Sarkandra na mostě přes Rokytku
- Kaple svatého Jana Nepomuckého
- Pamětní kámen v Gymnazijním parku
- Zámecký park
- Dům svatého Antonína
- Židovský hřbitov
- Synagoga
- Vila manželů Kvízových
- Vila Josefa Salače
- Radnice čp. 31
- Dům čp. 32
- Dům čp. 56
- Blažkův dům čp. 60
- Dům čp. 64
- Dům čp. 65
- Pamětní deska Janu Bulovi na budově gymnázia[103]
- Muzeum[104]

## Osobnosti

### Čestní občané
V roce 2019 byl ze seznamu čestných občanů odebrán Klement Gottwald. Čestní občané jsou zapisováni do pamětních knih.
- Julius Rittler, poslanec Moravského zemského sněmu, ředitel Rosických uhelných dolů, asi od 1875, jako čestný občan Moravských Budějovic uveden na úmrtním oznámení z r. 1880
- Bedřich Apeltauer, měšťan, od 1881, uveden v Pamětní knize I, s. 46
- František Augustin Urbánek, hudební nakladatel, od 1881, uveden v Pamětní knize I, s. 46
- Mag. Chir. František Vašek, lékař, od 2. prosince 1883, zapsán v protokolu z 2. prosince 1883, bod 8, uveden v Pamětní knize I, s. 46
- JUDr. Eduard Špatinka, advokát, od 1883, uveden v Pamětní knize I, s. 46
- Karel Urbanec, ředitel Živnostenské banky v Praze, od 2. prosince 1883, zapsán v protokolu z 2. prosince 1883, bod 8, uveden v Pamětní knize I, s. 46
- Jan Trávníček, účetní v Třebíči, od 2. prosince 1883, zapsán v protokolu z 2. prosince 1883, bod 8
- JUDr. Antonín Mezník, dvorský rada, od 2. prosince 1883, zapsán v protokolu z 2. prosince 1883, bod 8, uveden v Pamětní knize I, s. 46
- Josef Osvačil, profesor v Opavě, od 2. prosince 1883, zapsán v protokolu z 2. prosince 1883, bod 8, uveden v Pamětní knize I, s. 46
- František Dostal, farář, od 2. prosince 1883, zapsán v protokolu z 2. prosince 1883, bod 8, uveden v Pamětní knize I, s. 46
- Zdeněk Fibich, hudební skladatel, od 5. září 1884, uveden v Pamětní knize I, s. 45
- Václav Kosmák, kněz a spisovatel, od 9. srpna 1891, zapsán v protokolu z 9. srpna 1891, bod 15, uveden v Pamětní knize I, s. 67
- Cyril Hain, člen obecního výboru, od 27. prosince 1891, zapsán v protokolu z 27. prosince 1891, bod 20
- Vincenc Brandl, zem. archivář, od 27. prosince 1891, zapsán v protokolu z 27. prosince 1891, bod 19, uveden v Pamětní knize I, s. 67
- František Bauer, kněz, brněnský biskup, od 5. července 1892, zapsán v protokolu z 5. července 1892, bod 2, uveden v Pamětní knize I, s. 67
- Jan Plocek, okresní soudce v Moravských Budějovicích, od 20. listopadu 1892, zapsán v protokolu z 20. listopadu 1892, uveden v Pamětní knize I, s. 67
- Arnošt hrabě Marschall, okresní hejtman, od 27. září 1905, zapsán v protokolu z 27. září 1905, bod 7, uveden v Pamětní knize I, s. 73
- František Staněk, poslanec, později ministr a předseda poslanecké sněmovny, od 2. ledna 1907, zapsán v protokolu z 2. ledna 1907, bod 7, uveden v Pamětní knize I, s. 73
- Ing. Augustin Osvačil, zemský inženýr, od 12. dubna 1907, zapsán v protokolu z 12. dubna 1907, bod 10, uveden v Pamětní knize I, s. 73
- JUDr. Josef Podbrdský, zemský poslanec, od 23. října 1911, zapsán v protokolu z 23. října 1911, bod 3, uveden v Pamětní knize I, s. 74
- Alois Jirásek, spisovatel, od 17. května 1918, mimoř. schůze 7. května 1918 – zápis není dokončen, uveden v Pamětní knize I, s. 158
- Tomáš Garrigue Masaryk, prezident republiky, od 7. března 1930, zapsán v protokolu z 7. března 1930, uveden v Pamětní knize II, s. 349
- MUDr. Josef Worel, lékař, od 29. ledna 1934, zapsán v protokolu z 29. ledna 1934, bod 8, uveden v Pamětní knize II, s. 406
- Ing. Jaroslav Čech, ministerský rada na Ministerstvu veřejných prací, od 29. ledna 1934, zapsán v protokolu z 29. ledna 1934, bod 7, uveden v Pamětní knize II, s. 406
- Jan Černý, zemský prezident, od 1. března 1934, zapsán v protokolu z 1. března 1934, uveden v Pamětní knize II, s. 408
- Jaromír Herle, sbormistr, od 18. května 1934, zapsán v protokolu z 18. května 1934, bod 8, uveden v Pamětní knize II, s. 410
- Josef František Svoboda, národopisec a historik, od 18. května 1934, zapsán v protokolu z 18. května 1934, bod 7, uveden v Pamětní knize II, s. 410
- Edvard Beneš, prezident republiky, od 15. června 1936, zapsán v protokolu slavnostní schůze 15. června 1936, zapsán v protokolu z 3. srpna 1948, bod 4, uveden v Pamětní knize II, s. 445, uveden v Pamětní knize III, s. 30 – zrušeno, s. 278 – obnoveno 3. srpna 1945
- PhDr. Josef Fišer, ředitel gymnázia, od 17. prosince 1936, zapsán v protokolu z 17. prosince 1936, bod 6, uveden v Pamětní knize II, s. 448
- Vincenc Lesný, indolog, od 21. října 1938, zapsán v protokolu z 21. října 1938, bod 25, uveden v Pamětní knize II, s. 506
- Josef David, předseda Národního shromáždění, od 26. ledna 1946, zapsán v protokolu z slavnostní schůze z 26. ledna 1946, uveden v Pamětní knize III, s. 303
- Julius Ďuriš, ministr, od 22. března 1946, zapsán v protokolu z 22. března 1946, bod 4, uveden v Pamětní knize III, s. 314
- Zdeněk Fierlinger, předseda vlády, od 11. dubna 1946, zapsán v protokolu z 11. dubna 1946, bod 1, uveden v Pamětní knize III, s. 317
- Václav Pašek, předseda Krajského národního výboru v Jihlavě, od 16. dubna 1951, plénum MNV o udělení nejednalo, rozhodla o něm rada – zápis ze schůze 16. dubna 1951, bod 4, uveden v Pamětní knize III, s. 461
- Jaroslav Palliardi, notář a archeolog, od 3. března 2014, udělilo Zastupitelstvo města Moravské Budějovice

### Rodáci a osobnosti
- Karel Achrer (1926–2018), knihovník a filozof
- Siegfried Bauer (1880–1942), sochař
- Emil Benatzky (1887–1969), pedagog a historik
- Ralph Benatzky (1884–1957), hudební skladatel[4]
- Jan Blatný (1896–?), pedagog a ekonom
- Jan Čapoun (1915–1973), malíř
- Jiří Čapoun (1943–1998), divadelní režisér
- Jakub Čermák (1770–1837), kněz
- Miroslava Čermáková (* 1954), knihovnice
- Rudolf Černý (1905–1979), spisovatel
- Josef Dancinger (1924–1977), duchovní
- Josef Doleschal (1897–1967), sochař a keramik
- Josef Doležal (1911–1983), kněz
- Eduard Doležal (Dolezal) (1862–1955), geodet, zakladatel fotogrammetrie
- Pavel Dvořák (* 1949), právník a ekolog
- Jan Filipský (* 1943), indolog a překladatel
- Luděk Filipský (* 1945), malíř
- Josef Fišer (1878–1944), historik
- Josef Förster (1804–1892), houslista a skladatel, zemřel v Moravských Budějovicích
- Karel Förster (1855–1921), český houslista, varhaník a hudební skladatel
- Karel Förster (1896–1949), pedagog
- Viktor Fried (1914–1983), český válečník a právník
- Jan Funtíček (1856–1931), učitel a spisovatel, zemřel v Moravských Budějovicích
- Karel Hejl (1884–1964), pedagog, učil na gymnáziu v Moravských Budějovicích, zemřel v Dačicích
- Josef Hendrich (1888–1950), komeniolog[4]
- Jaromír Herle (1872–1945), sbormistr Národního divadla
- Jaroslav Hošek (?–?), básník
- Jaroslav Hubáček (1929–2020), jazykovědec, první rektor Ostravské univerzity
- Zdeněk Chalabala (1899–1962), dirigent Národního divadla
- Jan Chalupecký (1892–1968), kněz
- Ondřej František Chudánek (?–1733), kněz
- Jaroslav Jaroš (1902–1968), operní zpěvák
- František Jech (1884–1960), historik
- Emil Jenerál (1911–1997), historik
- Rudolf Jurek (1903–1943), podnikatel a oběť 2. sv. války
- Vojtěch Jurek (1891–1983), legionář
- Josef Kalenský (1860–1951), vlastním jménem Urbánek, autor a překladatel knih pro mládež[4]
- Bohumil Kandus (1903–1945), voják, železničář, zemřel při Pražském povstání
- Hubert Klubal (1872–1934), cukrář a starosta Moravských Budějovic
- Edmund Knesl (1914–1992), archivář
- Milan Kocmánek (* 1964), humorista a kreslíř
- Stanislav Konečný (* 1943), korektor a publicista
- F. A. Kovář (1890–?), redaktor
- Jaroslav Krčál (1901–1975), pedagog a spisovatel, zemřel v Moravských Budějovicích
- Emanuel Krška (1860–1938), geolog, pedagog, zemřel v Moravských Budějovicích
- Sylva Macharová (1893–1968), zdravotní sestra, žila v Moravských Budějovicích
- Milan Machálka (* 1942), lékař
- František Makovička (1889–1970), malíř a keramik
- František Marek (1913–1987), pedagog, historik a psycholog
- Oldřich Marek (1919–1987), spisovatel, zemřel v Moravských Budějovicích
- Jan Melkus (* 1966), básník
- Emanuel Justinián Mittner (1815–1894), kněz
- Jaromír Moučka (1897–1961), architekt[107]
- František Müller (1913–1987), spisovatel a překladatel
- Ivo Novák (1918–2004), filmový režisér a scenárista
- Pavel Kryštof Novák (* 1946), editor
- Jaroslav Palliardi (1861–1922), archeolog, zemřel v Moravských Budějovicích[4]
- Vilém Pištělák (1890–1976), kapelník a sbormistr
- Jára Pospíšil (1905–1979), operní zpěvák
- Jindřich Procházka (1880–?), pedagog
- Josef Purcner (1839–1900), statkář a politik, poslanec Moravského zemského sněmu
- Rudolf Raschka (1907–1948), německý politik
- Ivan Románek (* 1925), lékař
- Jiří Roupec (* 1947), novinář a fotograf
- Antonín Rybička (1915–1991), knihkupec a vydavatel
- Michaela Salačová (* 1980), Miss České republiky 2000, DJka
- Miloš Sedláček (1941–2017), elektroinženýr
- Ladislav Skokan (1933–2017), geograf
- Jan Smetana (* 1940), archivář, historik a novinář
- Ivan Sobotka (1927–2008), malíř
- Oldřich Soukup (1920–1942), pilot 311. československé bombardovací perutě RAF
- Josef František Svoboda (1874–1946), historik, etnograf a muzeolog[4]
- Jan Šálek (* 1934), ekolog a krajinář
- František Šindelář (1887–1947), pedagog a malíř, zemřel v Moravských Budějovicích
- Eduard Špatinka (1838–1898), klavírista a cellista, zemřel v Moravských Budějovicích
- František Šrámek (1868–?), redaktor
- Milena Švehlová (1947–2002), lingvistka
- Sylvestr Talla (1901–1984), vydavatel, zemřel v Moravských Budějovicích
- Karel Urbanec (1845–1891), bankéř, ředitel Živnostenské banky
- Josef František Urbánek (1872–1937), pedagog a autor knih pro děti[4]
- František Augustin Urbánek (1842–1919), zřizovatel prvního českého nakladatelství hudebnin v Praze, dědeček Jana Hanuše[4]
- Velebín Urbánek (1853–1892), hudební nakladatel, bratr Františka Augustina
- Jan Váňa (?–1908), lékař
- Ludvík Vašina (1936–2007), sochař
- Miroslav Venhoda (1915–1987), dirigent Pražských madrigalistů
- Vojtěch Vlk (* 1973), fotograf
- Jarmila Vytřasová (* 1945), chemička
- Josef Arsenius Wallis (1747–1793), šlechtic
- Ota Zahrada (1885–?), filolog
- Jaroslav Žák (1891–1987), lékař
- Rudolf Žák (1888–1942), pedagog a odbojář

## Partnerská města
- Kalwaria Zebrzydowska, Polsko
- Kautzen, Rakousko
- Pulkau, Rakousko
- Šaštín-Stráže, Slovensko

## Publikace a literatura
- Zdeněk Beroun: Moravské Budějovice v letech 1881–1918 Archivováno 16. 6. 2019 na Wayback Machine., Praha 2007
- Vladimír Lojda: Muzeum v Moravských Budějovicích, 2011